# Depro-punk
Le Depro-punk ou Düster-Punk désigne un sous-courant du punk rock germanophone. Le Depro-Punk apparaît au début des années 1980 ; le nom est utilisé en 1982 dans les fanzines en Allemagne dans une critique d'une cassette de musique du groupe suisse Mittageisen. Le terme est encore utilisé aujourd'hui pour les groupes qui vont musicalement entre le punk hardcore, le post-punk et la dark wave.
En tant que dénomination spéciale pour le style sombre de groupes influencés par le post-punk tels que EA80 et Fliehende Stürme, le terme « Depro-Punk » est aussi utilisé à l'étranger et est utilisé à la fin des années 1990 par le magazine américain Deathrock Magazine pour le groupe Death in Dresden. En Scandinavie, les groupes suédois Junk ou Silent Minute utilisent ce terme pour désigner leur style de musique dans les années 1980.

## Style
Le depro-punk présente des similitudes avec le punk gothique anglais et le death rock américain, mais il diffère toutefois par des influences hardcore et une orientation essentiellement politique. En plus des sujets de la vie quotidienne et des sentiments tels que le deuil, la haine et la dépression, sont également traités les contenus critiques, où la vie et le monde sont généralement décrits de manière négative ou vécus comme surréalistes. Le langage des textes est caractéristique entre la poésie quotidienne brutale et les métaphores, souvent des images.
Musicalement, le son des influences post-punk et dark-wave expérimentales est dominé par des murets de guitare tourbillonnants, des lignes de basse monotones et des rythmes de batterie, l’alternance entre passages rapides et agressifs ainsi que des passages très lents et très calmes. Parfois, des instruments inhabituels dans le punk tels que le synthétiseur, le violon, le piano ou le saxophone sont également utilisés.
Les compilations de groupes depro-punk allemands sortent chez Sturmloch Records, le label du chanteur de Chaos Z puis de Fliehende Stürme, Andreas Löhr.

## Groupes
- Chaos Z
- Die Angst
- Die Art
- Geisterfahrer
- Razzia
- Rosengarten
- Die Strafe
- Torpedo Moskau
- Wissmut

## Source de la traduction
- (de) Cet article est partiellement ou en totalité issu de l’article de Wikipédia en allemand intitulé « Depro-Punk » (voir la liste des auteurs).